# Venice Channel
Venice Channel è stata una rete televisiva che trasmetteva in italiano e in inglese. Accesa nel 2006 sull'Europa nella versione gratuita in standard definition su Hotbird 13°E, ha lanciato nel 2007 la versione in alta definizione (HDTV 1080i) per poi migrare sulle piattaforme europee, americane, mediorientali e asiatiche.
Venice Channel è stato il primo canale televisivo italiano in alta definizione concepito per la distribuzione nazionale e internazionale.
Disponeva in esclusiva del Trademark della Città di Venezia nelle telecomunicazioni e ne utilizzava il grande valore evocativo nazionale ed internazionale, anche con lo scopo di contribuire alla salvaguardia del suo patrimonio artistico e culturale.
Il flusso di programmazione proponeva circa venti format suddivisi per genere in 5 aree: Life & Style, Art & design, Opera & Music, Food & Wine, Land & Pleasure.
Cultura e leggerezza, spettacolarità e valore di servizio per l'utenza, sono elementi fondanti nel trattamento dei programmi.
Il palinsesto era un misto di news, di magazine, di documentari, di eventi musicali esclusivi.
È stato il primo canale televisivo in italiano ad essere trasmesso in forma stabile (non sperimentale) in HD.
Il canale ha cessato le trasmissioni nell'ottobre 2007.